# Rijpje
Rijpje or 't Rijpje is a hamlet in the dos Países Baixos, na província de Holanda do Norte. Rijpje pertence ao município de Schagen, e está situada a .
A área de Rijpje, que também inclui as partes periféricas da cidade, bem como a zona rural circundante, tem uma população estimada em 200 habitantes.